# Trieng Cudo Tunong
Trieng Cudo Tunong is een bestuurslaag in het regentschap Pidie van de provincie Atjeh, Indonesië. Trieng Cudo Tunong telt 404 inwoners (volkstelling 2010).